# کچومثقال
کچومثقال روستایی در ۹ کیلومتری جنوب شرق اردستان و از توابع بخش مرکزی شهرستان اردستان در استان اصفهان می‌باشد. این روستا دارای قدمت تاریخی بوده است.روستای کچو مثقال که در تقسیمات اخیر کشوری، مرکز دهستان کچو شده در دو فرسخی شهر اردستان بر دامنه کوهی  قرار گرفته که از انشعابات کوه کرکس است.این کوهها از شمال غربی به طرف جنوب شرقی ادامه دارد و مطابق مندرجات فرهنگ جغرافیایی ایران با ارتفاع 3002متر به نام زرین کوه در  است.در اصطلاح |حarchivedate=9 اوت . این روستا شامل محله‌هایی به نام  سرده(کوچه بالا)،کچو مثقال، دمبیده، بالبا، لب هوز و شمس‌آباد می‌باشد.

## نامگذاری
وجه تسمیه این روستا را اینگونه می‌دانند که نام روستا در ابتدا «کیه‌چو» بوده است. این نام مرکب از «کیه» (بر وزن دیه) و «چو» (بر وزن او) می‌باشد. در زبان گبری، «کیه» به معنی خانه و «چو» علامت تصغیر می‌باشد که در نهایت به معنی خانه کوچک تعبیر می‌شود. عنوان کیه‌چو به مرور زمان به کچو تبدیل می‌شود. به سبب آنکه بنای نخست روستا بسیار مختصر و کوچک بوده و آب روستا هم از فرط کمی، به طور مثقال‌وار توزیع می‌گردیده است، به این نام منسوب شده است.

## جمعیت
این روستا در دهستان کچو قرار دارد و براساس سرشماری مرکز آمار ایران در سال ۱۳۸۵، جمعیت آن ۳۳۲ نفر (۱۱۸خانوار) بوده‌است.